# Twilight Symphony
Twilight Symphony è una raccolta del gruppo metal italiano Rhapsody Of Fire, non ufficiale, contenente 16 tracce, di cui 7 inedite e le restanti 9 di album precedenti, alcune rimodificate. Il CD ha la durata di 70 minuti e 50 secondi.
Tra le tracce spiccano Power Of Thy Sword, cover dell'omonima canzone dei Manowar, la versione integrale di Dargor, Shadowlord Of The Black Mountain e Invernal Fury, versione originale e revisitata di Rage Of The Winter.

## Tracce
1. Thunders Mighty Roar - 5:31
2. Guardians Of Destiny (English Version) - 5:22
3. Non Ho Sonno (Cover Goblin) - 4:04
4. Dargor, Shadowlord Of The Black Mountain (Full Version) - 8:24
5. Invernal Fury (Remake) - 4:59
6. Lo Specchio D'Argento - 4:14
7. Age Of The Red Moon - 3:44
8. Riding The Winds Of Eternity (Edit Version) - 3:45
9. 'Where Dragons Fly (Duo Version)- 4:31
10. Land Of Immortals (Remake) - 4:50
11. Guardians (Cover Helloween) - 3:56
12. Descent Of The Archangel (Brano dei Kamelot con assolo di Luca Turilli) - 4:35
13. Autumn Twilight - 3:34
14. Rise From The Sea Of Flames - 3:56
15. Nekron's Bloody Rhymes - 3:57
16. Warlord's Last Challenge - 1:24
17. Power Of Thy Sword (Cover Manowar) - 7:33